# TouchArcade
TouchArcade est un site web anglophone créé en 2008. Il se spécialise dans l'actualité du jeu vidéo sur supports mobiles (smartphones et tablettes tactiles).

## Historique
Le site ferme en 2024 après 16 ans d'existence.

## Popularité
Plusieurs journalistes considèrent que TouchArcade est l'un des meilleurs sites consacrés à l'actualité du jeu mobile,. Plusieurs estiment également que le journaliste Eli Hodapp de TouchArcade est très influent dans la communauté du jeu mobile,.